# 경계선상의 호라이즌
《경계선상의 호라이즌》(일본어: 境界線上のホライゾン 쿄카이센죠노 호라이존[*], Horizon on the Middle of Nowhere) 은 카와카미 미노루 작품의 일본의 라이트 노벨이다. 삽화는 사토야스가 맡았으며 전격문고 (아스키 미디어 웍스)에서 2008년 9월부터 출판되고 있다. 대한민국에서는 S노벨에서 정식 발매 진행 중이며 2014년 5월 17일에 1권 상, 하를 발매하였다. 2014년 9월 11일 2권 상, 하를 발매하였다